# Інвагінація

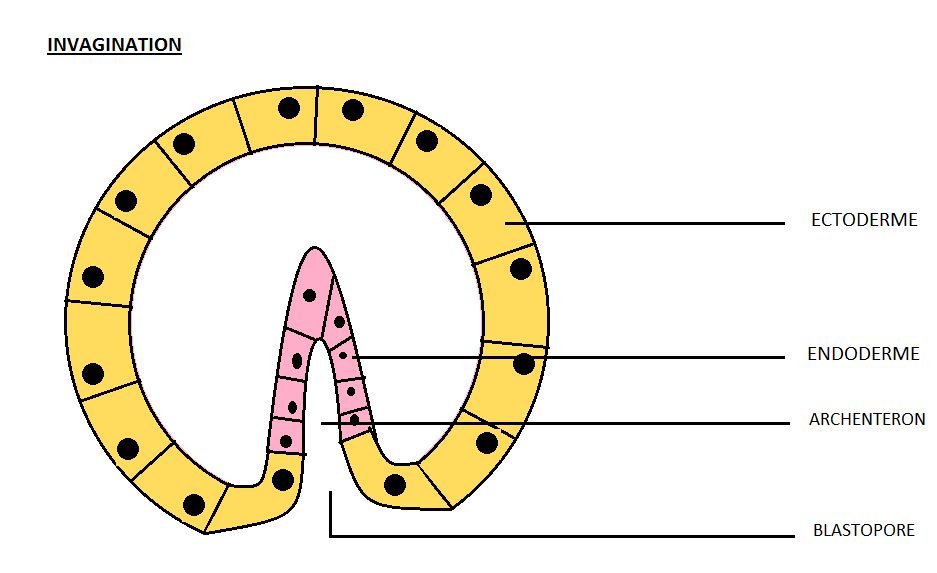
Схема інвагінації та утворення бластопора (первинний рот). Жовтим позначена ектодерма, рожевим — ентодерма.

Інвагіна́ція — вгинання частини стінки бластули (бластодерми) всередину зародка. Один зі способів утворення гаструли з порожниною — гастроцілем, що сполучена із зовнішнім середовищем отвором — бластопором. Краї бластопора називаються його губами.
Оскільки при інвагінації механічна цілісність стінки бластули не порушується, очевидно, що закручування дна бластули має супроводжуватися значним зміщенням клітинного матеріалу бічних стінок у вегетативному напрямі (вегетопетально). Вегетопетальні рухи того шару, який в цей час ще знаходиться на поверхні гаструли, називають епіболією (обростанням).
Матеріал, що залишився на поверхні зародку після завершення інвагінації (гаструляції в цілому), називається зовнішній зародковий листок, або ектодерма. Матеріал, що занурився всередину, містить крім ентодерми — внутрішнього зародкового листка, ще й матеріал майбутнього середнього зародкового листка — мезодерми, який потім відділяється від ентодерми. Лише у кишковопорожнинних цей матеріал являє собою чисту ентодерму.